# Mgori
Mgori ist ein Verwaltungsbezirk (englisch Ward) des Distrikts Singida (DC) in der tansanischen Region Singida.

## Geografie
Mgori ist ein Bezirk im nördlichen Zentralteil von Tansania etwa 25 Kilometer östlich der Regionshauptstadt Singida. Das Land liegt auf einer Hochfläche in etwa 1300 Meter Seehöhe, die im Westen und im Norden von bis zu 1600 Meter hohen Bergen begrenzt wird. Bei der Volkszählung 2022 lebten 11.184 Menschen in 2309 Haushalten auf einer Fläche von 154 Quadratkilometern.
Der Bezirk grenzt im Süden und Südwesten an den Distrikt Ikungi und sonst an fünf Bezirke des Distrikts Singida (DC):
| Kinyagigi | Itaja                                       | Ngimu    |
| Mughamo   | Kompassrose, die auf Nachbargemeinden zeigt | Mughunga |
| Siuyu     | Kikio                                       |          |

## Gliederung
Der Bezirk besteht aus drei Gemeinden (swahili Mtaa) mit 25 Orten (Kitongoji):
| Mgori - Mgori Madukani - Mwamba - Nkunguu - Nkwae - Mitunduruni - Suha | Munkhola - Mkova - Maaro - Mwanase - Unyampanda - Msikii - Itaghata - Nkhongoo - Itoghoo | Sughana - Ukombozi - Isanga - Ntindigha - Ikaka - Iroo - Kirogi - Unyanjoka - Kinyantundu - Ntindigha A - Ujaire - Majengo Mapya |

## Wirtschaft und Infrastruktur
- Forstwirtschaft: In Mgori wurden in den Jahren 2011 bis 2015 jeweils rund 30.000 Bäume gepflanzt.[8]
- Landwirtschaft: Der Nutztierbestand umfasst 7100 Rinder, 4700 Ziegen, 1400 Schafe und  146.700 Hühner (Stand 2016).[8]
- Bildung: Die Mwanamwema Shein Secondary School ist eine staatliche weiterführende Schule, die Tages- und Internatsschüler bis zur 4. Stufe ausbildet.[9]
- Gesundheit: Im Bezirk liegt ein staatliches Gesundheitszentrum.[10]